# Ainaži
Ainaži ( výslovnost, estonsky Heinaste, německy Hainasch) je město v Kraji Limbaži v Lotyšsku, v minulosti přístavní. Nachází se v blízkosti estonských hranic na místě bývalé vesnice livonských rybářů.

## Další informace
Název souvisí s estonským slovem hain „seno“, podle jedné z teorií by mohl pocházet z estonského hainastee „cesta, po níž se vozí seno z přímořských luk“.
Ve druhé polovině 19. století se zde s využitím levných pracovních sil začaly budovat lodě. Roku 1864 byla v Ainaži z iniciativy Krišjānise Valdemārse zřízena první lotyšská námořní škola, jejímž zakladatelem se stal námořní kapitán Kristians Dāls. Výuka, vedená v lotyštině, estonštině a později také v ruštině, probíhala po 50 let až do začátku první světové války.
V letech 1900–1905 zde vyrostl obchodní přístav, díky němuž se obec rychle rozrůstala. V roce 1926 bylo Ainaži povýšeno na město. To však během druhé světové války utrpělo vážné poškození (shořela námořní škola, byl zničen přístav), z nějž se dodnes zcela nevzpamatovalo.
Nachází se zde také historicky a turisticky zajímavé molo v Ainaži postavené z bludných balvanů.

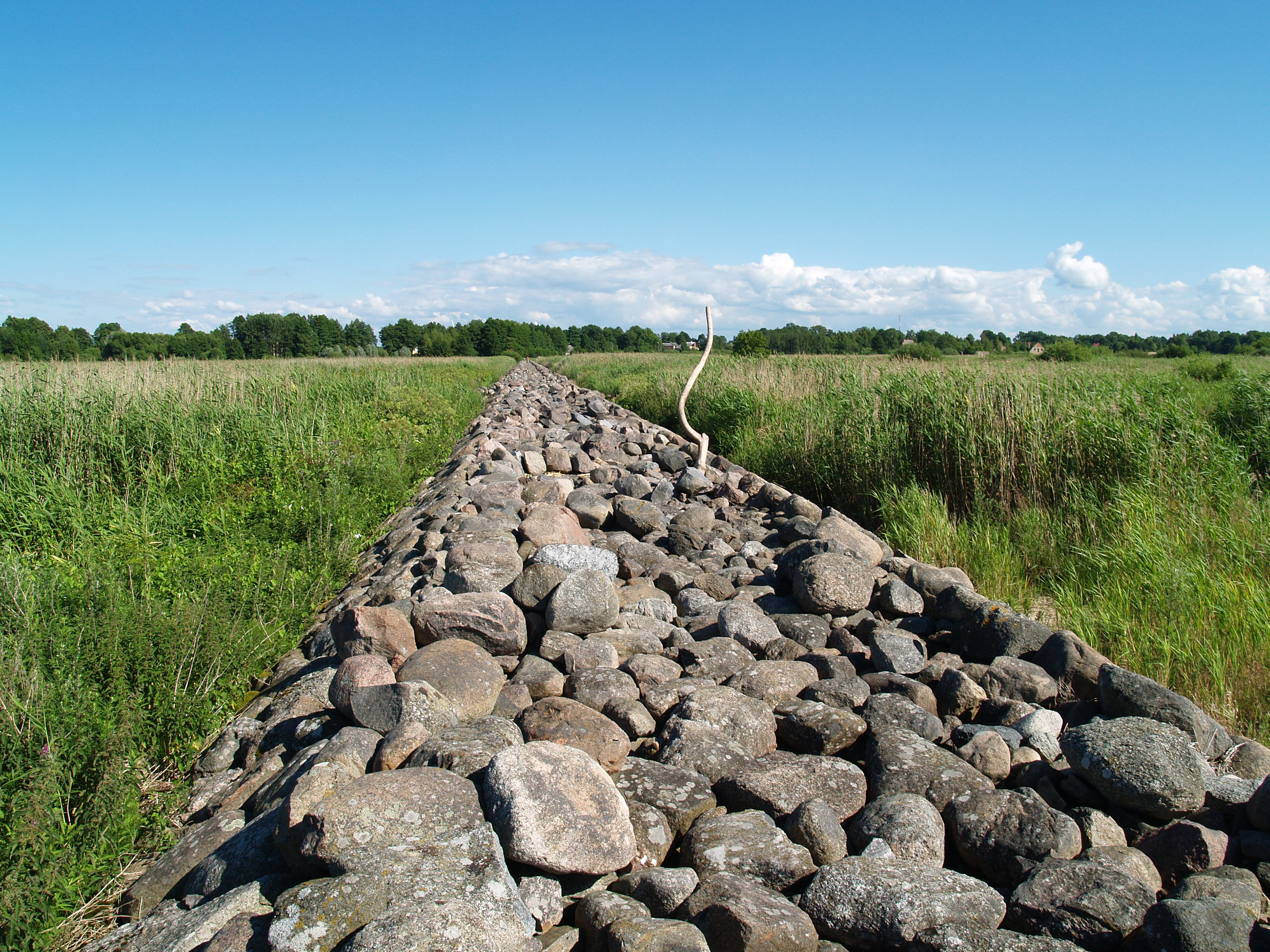
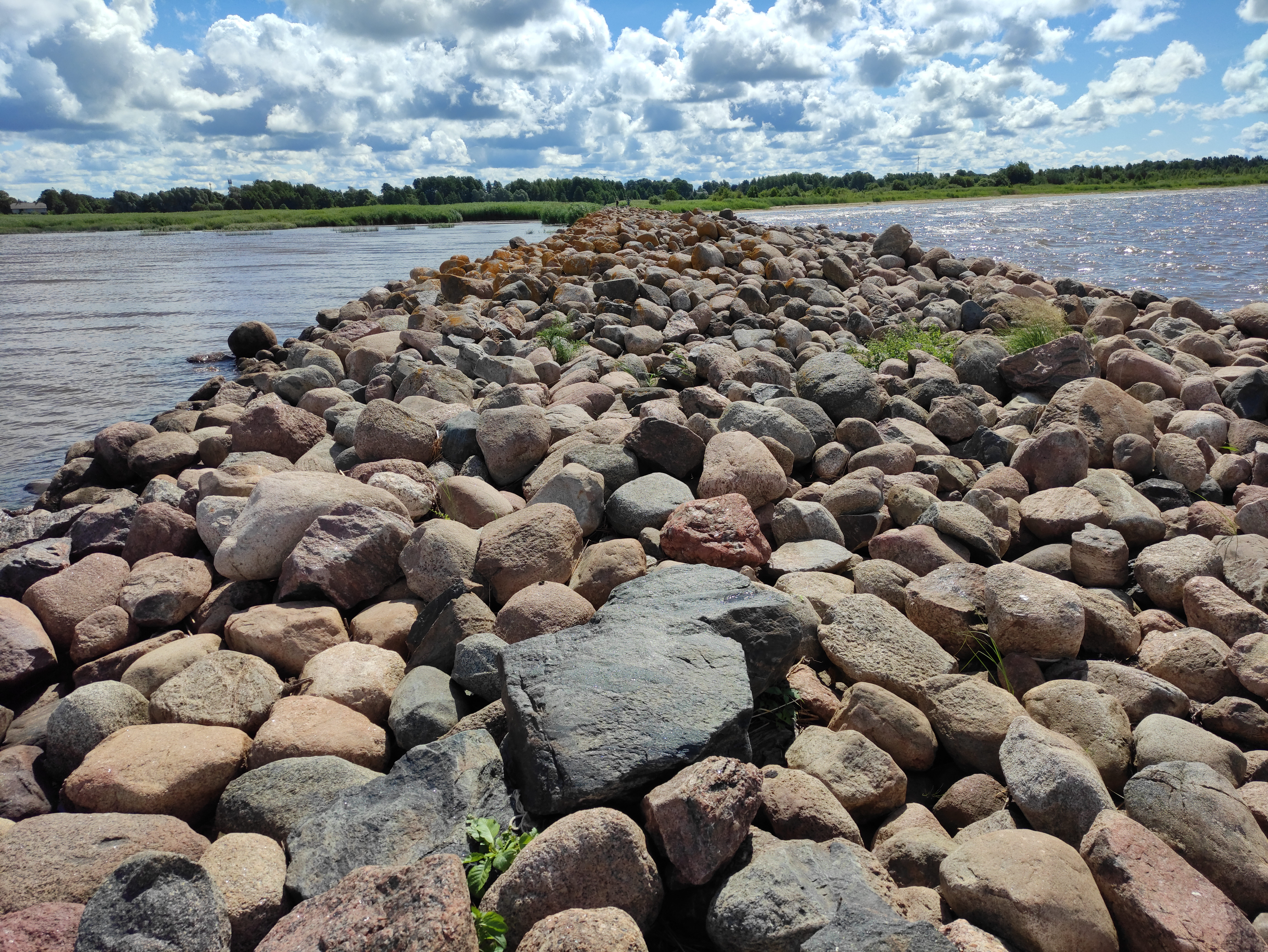
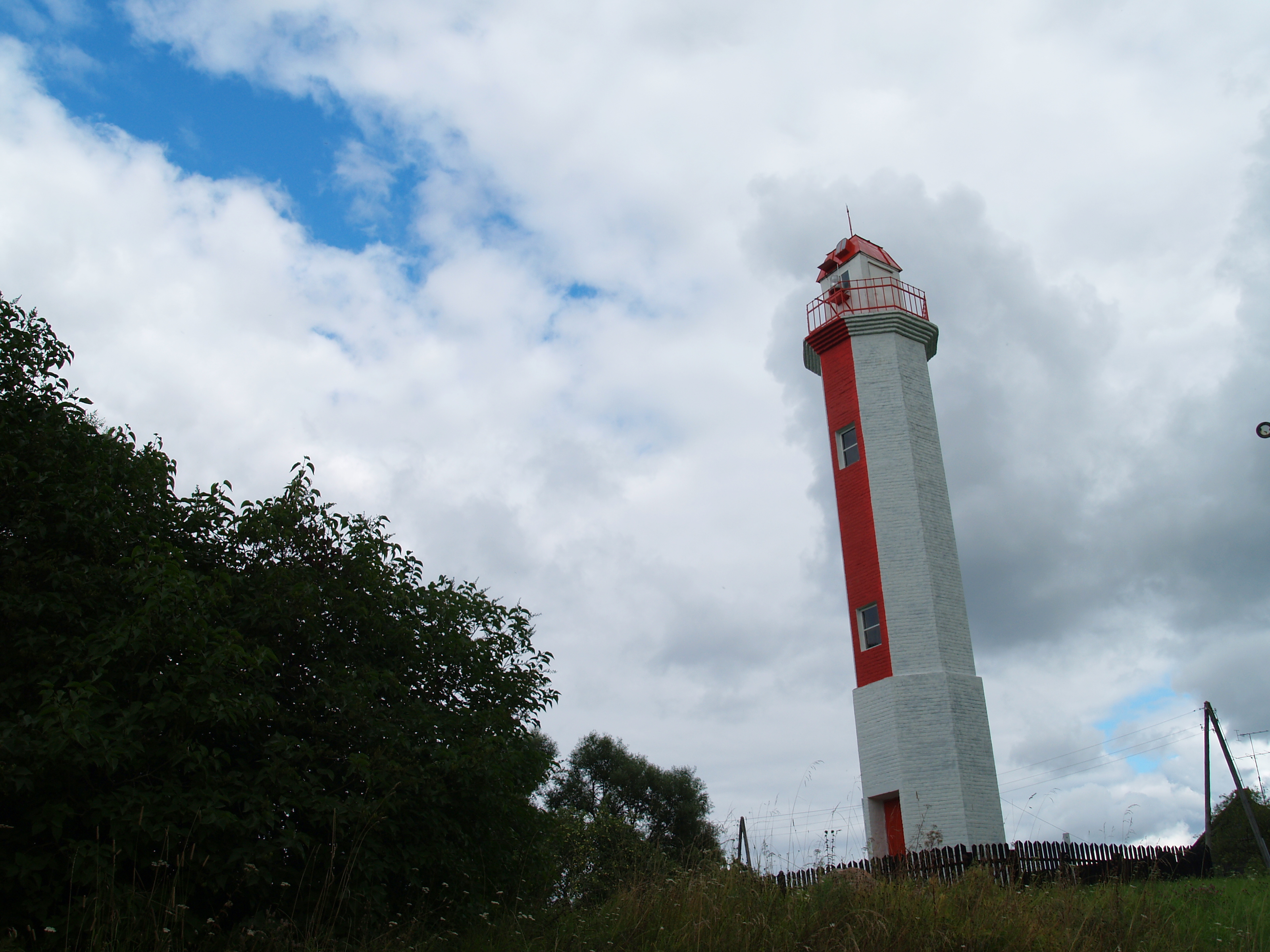
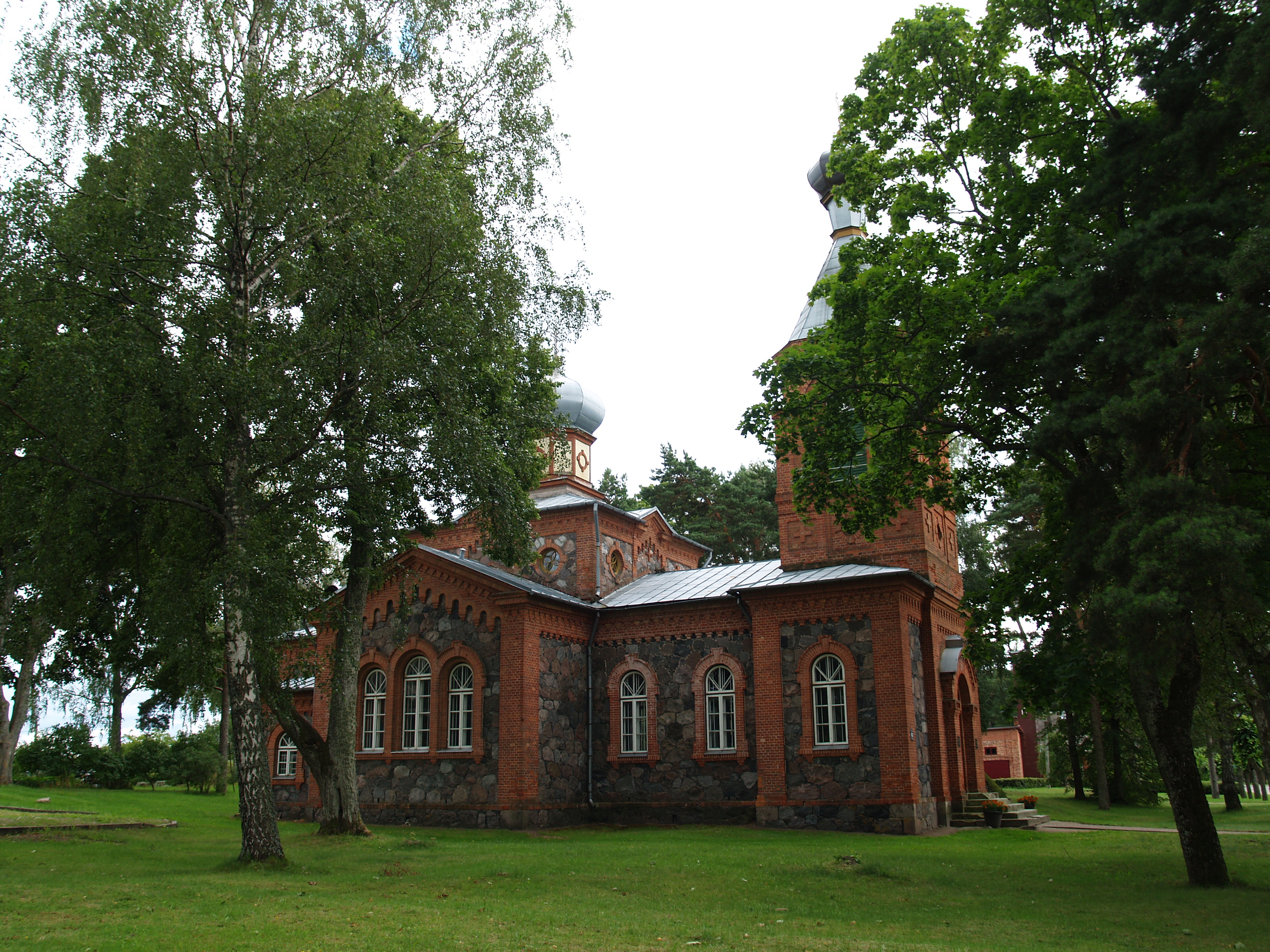
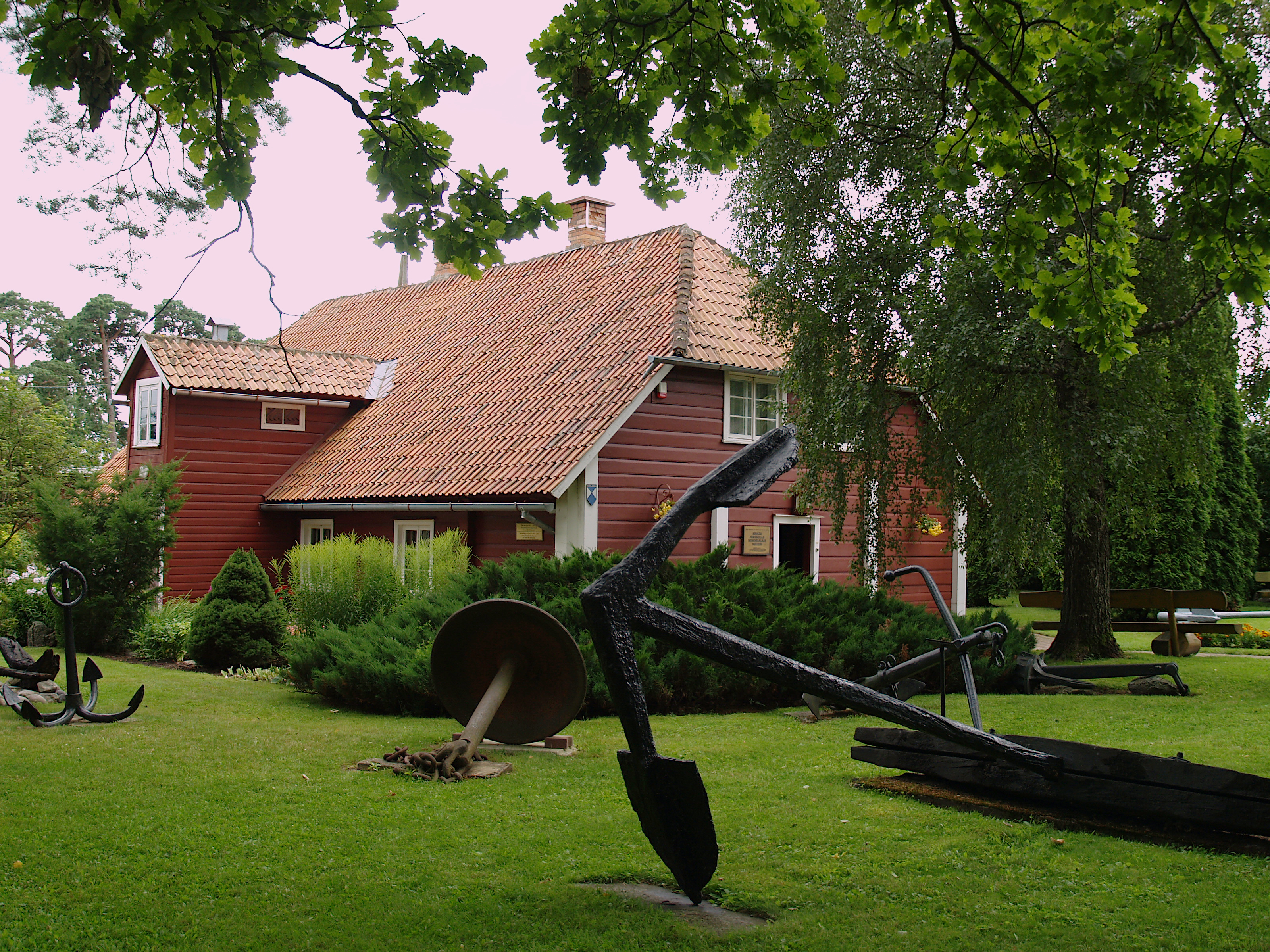
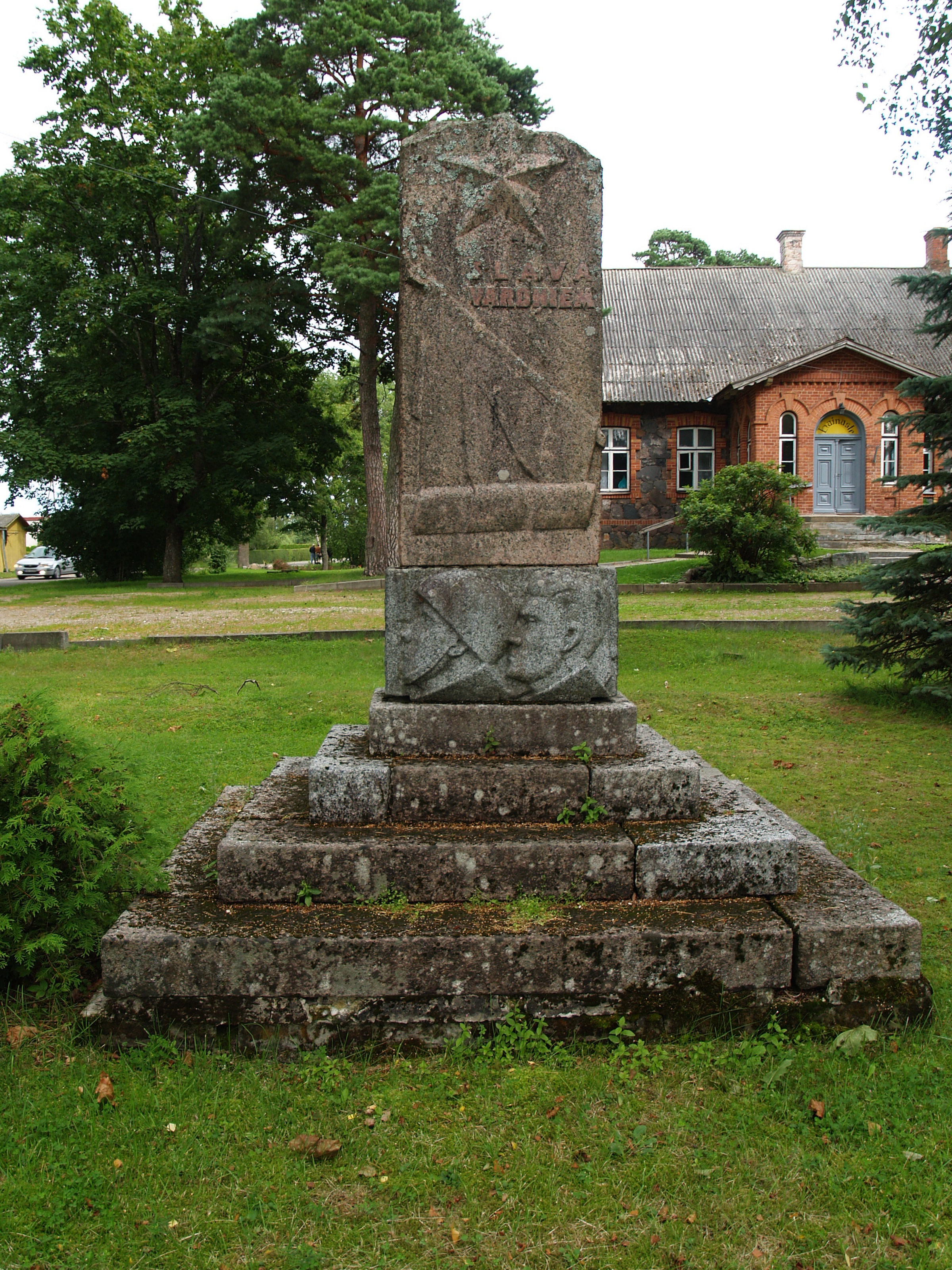
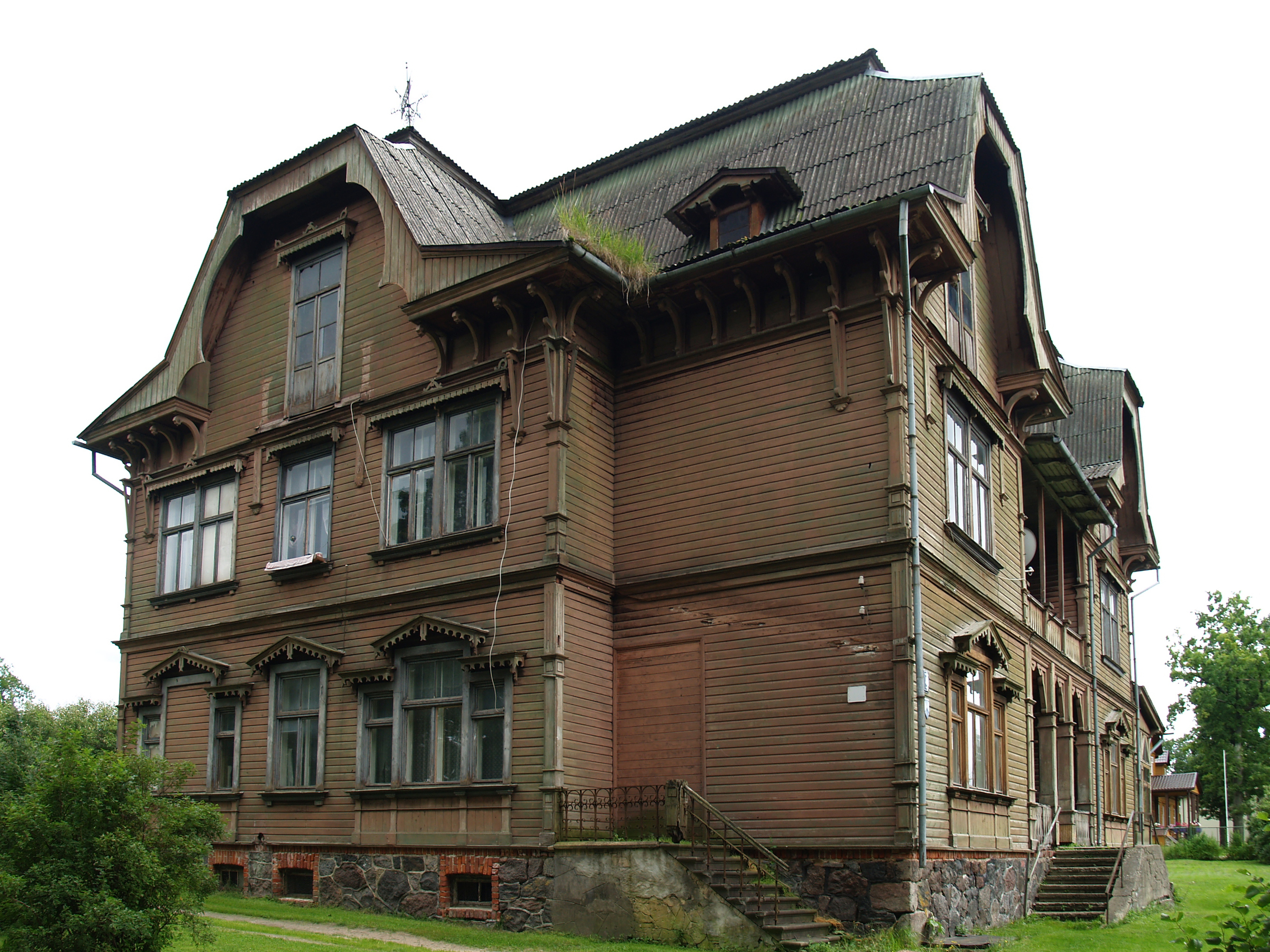
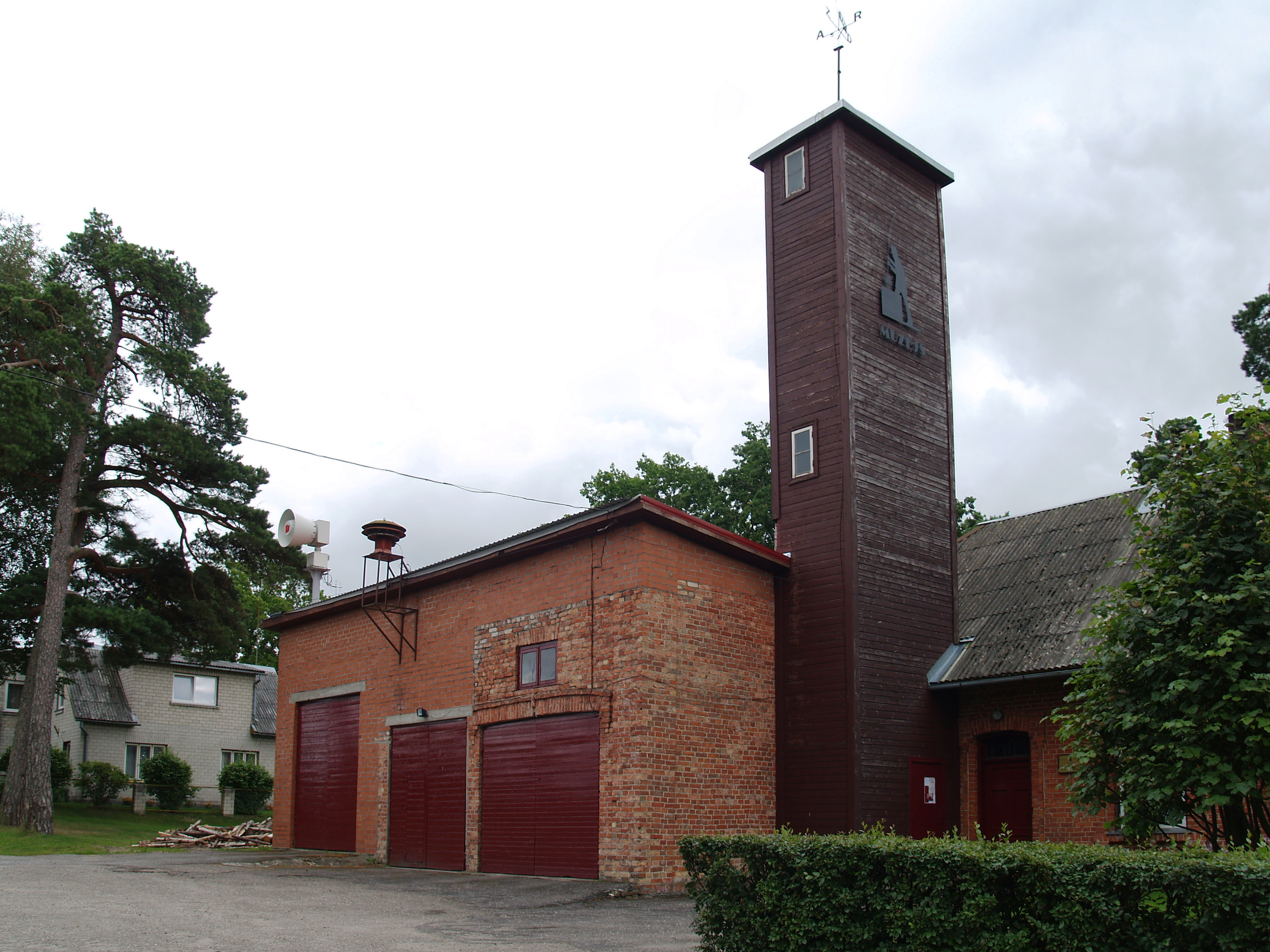